# Ponta da Fruta
Ponta da Fruta é um bairro localizado no município de Vila Velha, Espírito Santo, Brasil.